# Actinostola georgiana
Actinostola georgiana is een zeeanemonensoort uit de familie Actinostolidae.
Actinostola georgiana is voor het eerst wetenschappelijk beschreven door Carlgren in 1927.